# Coupe des clubs champions européens de futsal 1995-1996
Navigation
1994-1995 1996-1997
La Coupe des champions de futsal 1995-1996 est la dixième édition de la Coupe des clubs champions européens de futsal. Le tournoi a lieu du 29 avril au 3 mai 1996 au Palazzetto dello Sport de Rome et voit six clubs s'affronter.
Cette édition 1995-96 voit le deuxième triomphe d'un club italien. Le BNL Roma remporte ses trois rencontres à domicile et prend le meilleur sur le champion espagnol de Sego Zaragoza (5-4). Tenant du titre, le Dina Moscou termine sur la troisième matche du podium, dominant largement les Belges de Saint-Trond (11-0).

## Organisation

### Format
Le format est identique aux trois éditions précédentes. Il comprend six équipes invitées qui s'affrontent d'abord dans une phase de groupes en tournoi toutes rondes. Les premiers de chacune des deux poules s'affrontent pour la finale de la compétition. 

### Clubs participants
Six champions nationaux sont invités à la compétition.
| Équipe                    | Qualification,                      | Nbr participation | Dernière participation | Meilleur résultat   |
| ------------------------- | ----------------------------------- | ----------------- | ---------------------- | ------------------- |
| MFK Dina Moscou T         | Champion de Russie                  | 3e                | 1994-95                | vainqueur (1994-95) |
| MNK Uspinjača             | Champion de Croatie                 | 3e                | 1993-94                | vainqueur (1988-89) |
| Lörinc FC                 | Champion de Hongrie                 | 2e                | 1993-94                | 1er tour (1993-94)  |
| BNL Calcetto              | Champion d'Italie 1994-95,          | 1re               | -                      | -                   |
| Pinturas Lepanto Zaragoza | Champion d'Espagne 1994-95          | 1re               | -                      | -                   |
| ZVK Sint Truiden          | Champion de Belgique URBSFA 1994-95 | 1re               | -                      | -                   |

## Compétition

### Phase de groupes

#### Groupe A
| Rang | Équipe            | Pts | J | G | N | P | Bp | Bc | Diff |
| ---- | ----------------- | --- | - | - | - | - | -- | -- | ---- |
| 1    | Pinturas Lepanto  | 6   | 2 | 2 | 0 | 0 | 13 | 5  | +8   |
| 2    | MFK Dina Moscou T | 3   | 2 | 1 | 0 | 1 | 7  | 6  | +1   |
| 3    | Uspinjača Zagreb  | 0   | 2 | 0 | 0 | 2 | 3  | 12 | -9   |

| 29 avril 1996 | Pinturas Lepanto                                                 | 8 – 2   | Uspinjaca Zagreb        |  |  |
|               | Herero 1re 18e · Guerra 18e 30e 33e · Martin 25e 29e · Olmos 45e | (3 – 2) | 2e Katovcic · 19e Bicak |  |  |

| 30 avril 1996 | Dina Moscou                                         | 4 – 1   | Uspinjaca Zagreb |  |  |
|               | Eremenko 26e · Gricar 26e (csc) · Alekberov 30e 40e | (0 – 0) | 38e Palic        |  |  |

| 1er mai 1996 | Dina Moscou                              | 3 – 5   | Pinturas Lepanto                    |  |  |
|              | Veriznikov 2e · Eremenko 37e · Belyi 39e | (1 – 0) | 24e 31e 37e Martin · 35e 37e Guerra |  |  |

#### Groupe B
| Rang | Équipe           | Pts | J | G | N | P | Bp | Bc | Diff |
| ---- | ---------------- | --- | - | - | - | - | -- | -- | ---- |
| 1    | BNL Calcetto     | 6   | 2 | 2 | 0 | 0 | 12 | 5  | +7   |
| 2    | ZVK Sint Truiden | 3   | 2 | 1 | 0 | 1 | 7  | 7  | 0    |
| 3    | Lörinc FC        | 0   | 2 | 0 | 0 | 2 | 5  | 12 | -7   |

| 29 avril 1996 | Lörinc FC                       | 2 – 5   | ZVK Sint Truiden                                                 |  |  |
|               | Horvath 1re · Solyom 23e (pen.) | (1 – 2) | 2e (csc) Torok · 11e Verstraeten · 24e 33e Duric · 34e Bojanovic |  |  |

| 30 avril 1996 | BNL Calcetto                                                            | 7 – 3   | Lörinc FC                   |  |  |
|               | Vujovic 3e 10e 24e · Caleca 10e · Plini 17e · Mannino 28e · G. Roma 29e | (4 – 2) | 8e 28e Lehnert · 17e Solyom |  |  |

| 1er mai 1996 | BNL Calcetto                                         | 5 – 2   | ZVK Sint Truiden                |  |  |
|              | Riscino 20e 34e · Plini 21e · G. Roma 28e · Fama 36e | (1 – 1) | 20e Verstraeten · 29e Bojanovic |  |  |

### Match pour la3eplace
| 3 mai 1996 | MFK Dina Moscou T                                                                   | 11 – 0  | ZVK Sint Truiden |  |  |
|            | Alekberov 2e 18e · Tshuchevv 3e 37e · Eremenko 6e 29e 32e 36e 40e · Zakerov 20e 38e | (5 – 0) |                  |  |  |

### Finale
Le 3 mai 1996, le BNL Calcetto bat les champions d'Espagne du Lepanto Zaragoza (5-4),,.

Lepanto ouvre le score par Monjonell, et BNL Roma égalise et, une minute plus tard, passe en tête (2-1, mi-temps). En deuxième période, l'équipe romaine augmente son avance à 4-1 en une minute. Le retour à 3-4 des Espagnols est insuffisant.
| Titulaires :  |                           |
|               |                           |
|               | Massimo Rinaldi (it)      |
|               | Massimo Riscino (it)      |
|               | Massimiliano Mannino (it) |
|               | Andrija Vujovic           |
|               | Gabriele Caleca (it)      |
|               |                           |
| Remplaçants : |                           |
|               | Gianluca Plini (it)       |
|               | Andrea Famà (it)          |
|               | Giovanni Roma (it)        |
|               | Maurizio Lattanzi         |
|               | Mario Patriarca (it)      |
|               |                           |
| Entraîneur :  |                           |
| Piero Gialli  |                           |

| Titulaires :         |                       |
|                      |                       |
|                      | Emilio                |
|                      | Santiago Herrero (it) |
|                      | Claudio Guerra (it)   |
|                      | Antonio Martín        |
|                      | Juan Gómez Galo       |
|                      |                       |
| Remplaçants :        |                       |
|                      | Javier Sánchez (it)   |
|                      | Monjonell             |
|                      |                       |
| Entraîneur :         |                       |
| Luis Ángel Corredera |                       |

| Titulaires :  |                           |
|               |                           |
|               | Massimo Rinaldi (it)      |
|               | Massimo Riscino (it)      |
|               | Massimiliano Mannino (it) |
|               | Andrija Vujovic           |
|               | Gabriele Caleca (it)      |
|               |                           |
| Remplaçants : |                           |
|               | Gianluca Plini (it)       |
|               | Andrea Famà (it)          |
|               | Giovanni Roma (it)        |
|               | Maurizio Lattanzi         |
|               | Mario Patriarca (it)      |
|               |                           |
| Entraîneur :  |                           |
| Piero Gialli  |                           |

| Titulaires :         |                       |
|                      |                       |
|                      | Emilio                |
|                      | Santiago Herrero (it) |
|                      | Claudio Guerra (it)   |
|                      | Antonio Martín        |
|                      | Juan Gómez Galo       |
|                      |                       |
| Remplaçants :        |                       |
|                      | Javier Sánchez (it)   |
|                      | Monjonell             |
|                      |                       |
| Entraîneur :         |                       |
| Luis Ángel Corredera |                       |

## Meilleurs buteurs
| # | Nom                 | Club             | Buts |
| - | ------------------- | ---------------- | ---- |
| 1 | Konstantin Eremenko | MFK Dina Moscou  | 7    |
|   | Claudio Guerra      | Pinturas Lepanto | 6    |
|   | Antonio Martín      | Pinturas Lepanto | 5    |
|   | Massimo Riscino     | BNL Calcetto     | 4    |
|   | Andrija Vujovic     | BNL Calcetto     | 3    |